# Myllyjärvi (Gällivare socken, Lappland, 740192-173700)
Myllyjärvi är en sjö i Gällivare kommun i Lappland och ingår i Råneälvens huvudavrinningsområde.